# Richard Ofori
Richard Ofori Antwi (ur. 1 listopada 1993) – ghański piłkarz występujący na pozycji bramkarza w Maritzburg United FC. Wcześniej grał w All Stars FC, z którym w 2016 roku został mistrzem Ghany i najlepszym bramkarzem tamtejszej ekstraklasy. Jako jedyny piłkarz z krajowej ligi został powołany do reprezentacji Ghany na Puchar Narodów Afryki 2017.